# کاپوتان
کاپوتان (به ارمنی: Կապուտան) یک روستا در ارمنستان است که در استان کوتایک واقع شده‌است.   در  کیلومتری شمال هرازدان، مرکز استان کوتایک واقع شده است.

## خصوصیات
کاپوتان ۱٬۳۶۰ نفر جمعیت دارد و در ارتفاع  متر بالاتر از سطح دریا قرار گرفته است.

## نگارخانه

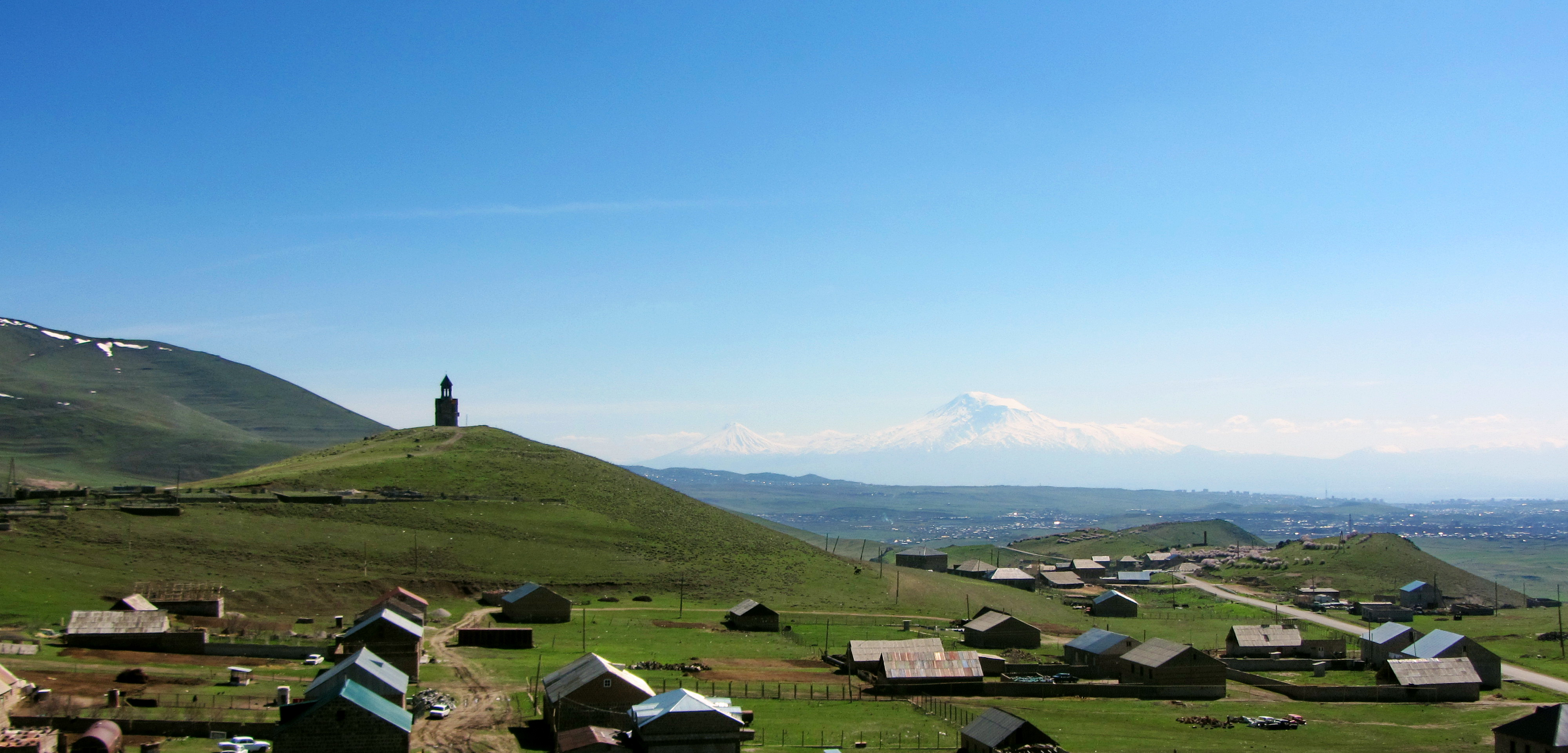
روستای کاپوتان
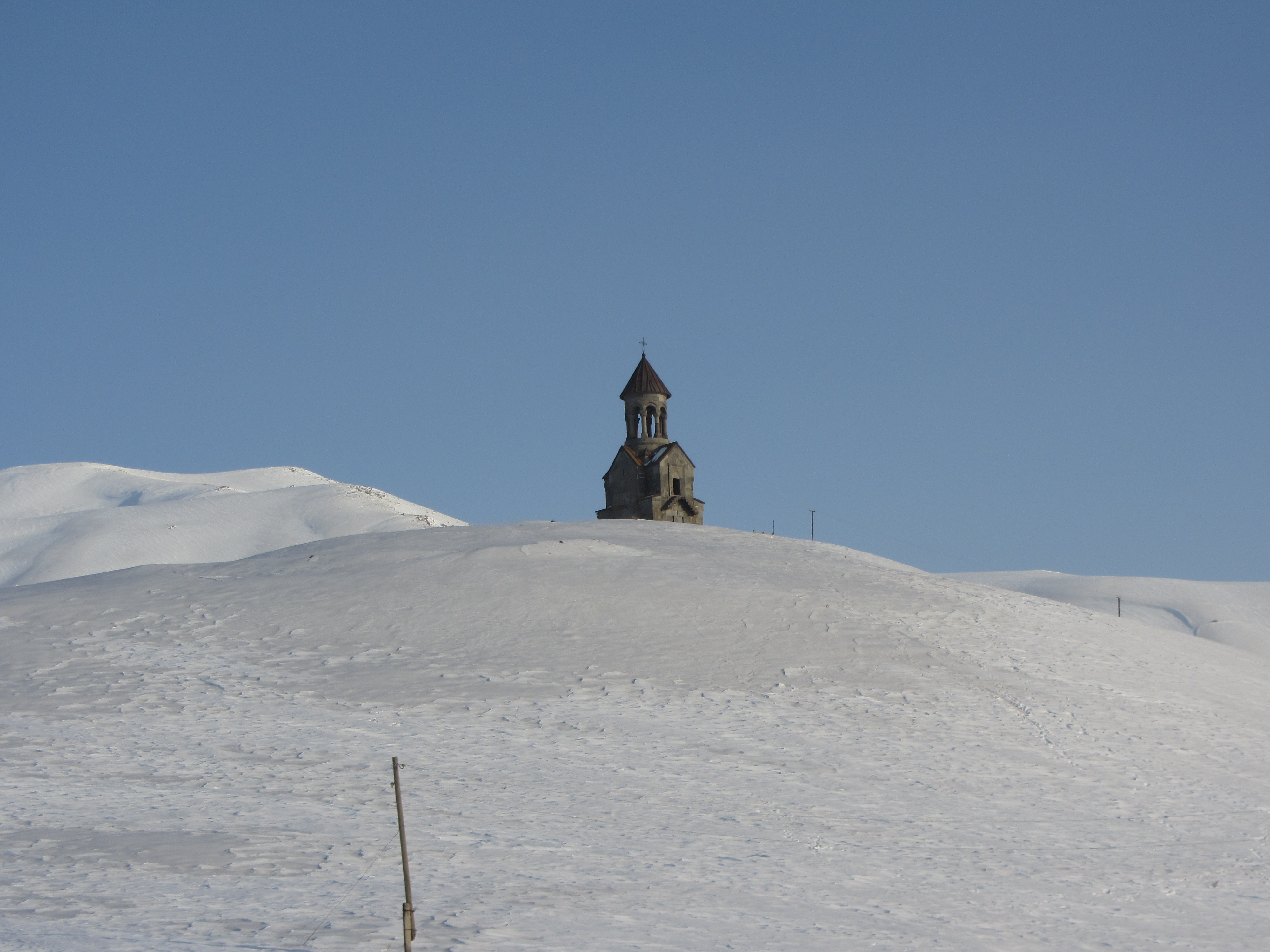
کلیسای کاپتاوانک
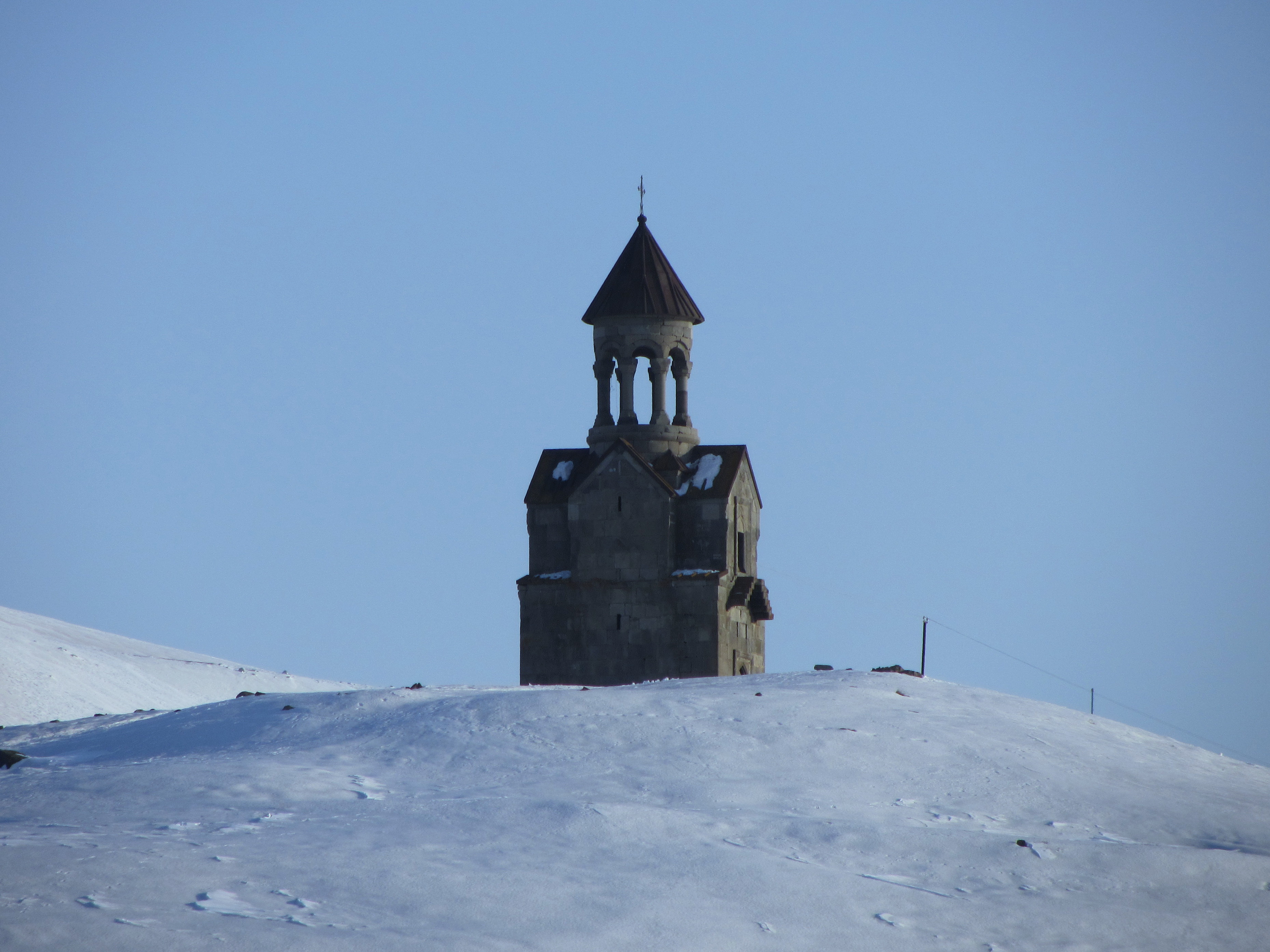
کلیسای کاپتاوانک
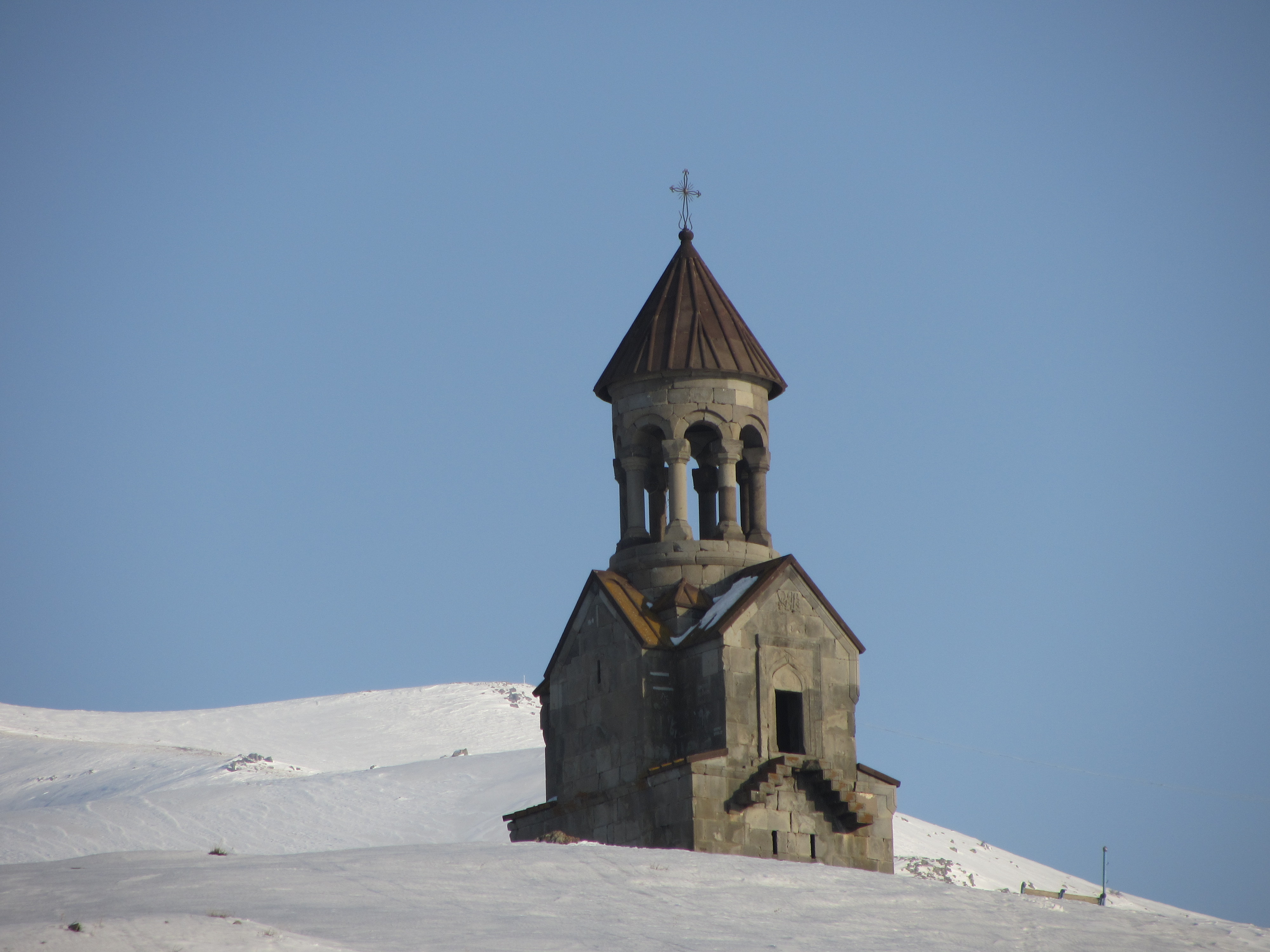
کلیسای کاپتاوانک